# 중형 리프트 발사체
중형 리프트 발사체(中型Lift發射體, 영어: Medium-lift launch vehicle, MLV) 또는 중형 발사체(中型發射體)는 2,000kg에서 20,000kg의 탑재체를 LEO에 올릴 수 있는 발사체를 말한다. 2024년 기준, 중형 발사체는 궤도 발사의 대부분을 차지하고 있으며, 러시아의 소유스와 미국의 팰컨 9은 모두 수백 차례 발사되었다.

## 역사
소련의 R-7 계열은 세계 최초의 대륙간 탄도 미사일(ICBM)을 기반으로 제작되었다. 스푸트니크는 최초의 위성을 궤도에 진입시킨 소형 리프트 발사체의 파생 모델이었으며, R-7의 설계는 1958년 루나 발사와 함께 빠르게 용량을 확장되었다. 1960년대에는 R-7 계열이 계속해서 개발되어, 최초의 인간 우주 비행을 담당한 보스토크 1호, 여러 명의 승무원을 태운 보스코트(Voskhod), 그리고 최초의 소유스가 발사되었다.
미국 최초의 중형 발사체는 특수 제작되어 1961년 첫 발사된 궤도 발사체인 새턴 I이다. 미국의 ICBM 기반 발사체로는 아틀라스, 타이탄, 델타 계열이 있다. 민간 우주 기업인 스페이스X사(社)는 2010년에 부분 재사용 가능한 발사체로 설계된 팰컨 9를 출시하였다.
중국의 창정(長征) 시리즈와 유럽의 아리안 시리즈의 역사는 1970년대로 거슬러 올라가며, 일본은 1986년에 H-I을 발사한 후 H-II와 H-3을 개발하였다. 인도는 1993년에 PSLV를, 대한민국은 2021년에 누리호를 개발하였다.

## 구분
- 소형 발사체(SLV, Small-lift Launch Vehicle) - 對지구 저궤도(LEO) 2톤 이하의 인공위성 발사능력
- 중형 발사체(MLV, Medium-lift Launch Vehicle) - 對지구 저궤도(LEO) 2~20톤의 인공위성 발사능력
- 대형 발사체(HLV, Heavy-lift Launch Vehicle) - 對지구 저궤도(LEO) 20~50톤의 인공위성 발사능력

## 목록

### 현역
| 발사체        | 제조국        | 제조 기관             | 對LEO 발사 중량 (kg)            | 對기타궤도 발사 중량 (kg)                              | 발사 횟수 | 최초 비행일 |
| ------------- | ------------- | --------------------- | ------------------------------- | ------------------------------------------------------ | --------- | ----------- |
| 팰컨 9 블록 5 | 미국          | 스페이스X             | 18,500 (재사용) 22,800 (소모성) | 對GTO 7,350 (재사용) 對GTO 8,300 (소모성) 對화성 4,020 | 440       | 2018년      |
| 소유스-2      | 러시아        | 프로그레스            | 8,200                           | 對GTO 3,250 對SSO 4,400                                | 175       | 2006년      |
| 창정 4A·4C    | 중국          | 상하이 항천기술연구원 | 4,200                           | 對GTO 1,500 對SSO 2,800                                | 101       | 1999년      |
| 아틀라스 V    | 미국          | ULA                   | 18,850                          | 對GTO 8,900                                            | 99        | 2002년      |
| 창정 2D       | 중국          | 상하이 항천기술연구원 | 3,500                           | 對SSO 1,300                                            | 89        | 1992년      |
| 제니트        | 우크라이나    | 유즈마쉬              | 7,000                           | 對GTO 6,160                                            | 84        | 1999년      |
| 창정 3B·3E    | 중국          | 중국발사체기술연구원  | 11,150                          | 對GTO 5,500 對SSO 6,900                                | 82        | 2007년      |
| 창정 2C       | 중국          | 중국발사체기술연구원  | 3,850                           | 對SSO 1,900                                            | 77        | 1982년      |
| PSLV          | 인도          | 인도우주연구기구      | 3,800                           | 對GTO 1,200 對SSO 1,750                                | 60        | 1993년      |
| H-IIA         | 일본          | 미쓰비시 중공업       | 15,000                          | 對GTO 6,000                                            | 18        | 2001년      |
| 창정 3A       | 중국          | 중국발사체기술연구원  | 6,000                           | 對GTO 2,600 對SSO 5,000                                | 27        | 1994년      |
| 창정 2F       | 중국          | 중국발사체기술연구원  | 8,400                           | 對GTO 3,500                                            | 23        | 1999년      |
| 창정 3C       | 중국          | 중국발사체기술연구원  | 9,100                           | 對GTO 3,800 對SSO 6,500                                | 18        | 2008년      |
| GSLV          | 인도          | 인도우주연구기구      | 4,200                           | 對GTO 1,500 對SSO 2,800                                | 16        | 1999년      |
| 창정 7호·7A   | 중국          | 중국발사체기술연구원  | 13,500                          | 對GTO 7,000 對SSO 5,500                                | 14        | 2008년      |
| 소유스-2.1v   | 러시아        | 프로그레스            | 2,800                           | 對SSO 1,400                                            | 9         | 2013년      |
| LVM3          | 인도          | 인도우주연구기구      | 10,000                          | 對GTO 4,000                                            | 7         | 2017년      |
| 누리호        | 대한민국      | 한국항공우주연구원    | 3,300                           | 對SSO 1,900                                            | 3         | 2022년      |
| 주췌 2호      | 중국          | 랜드스페이스          | 6,000                           | 對SSO 4,000                                            | 3         | 2022년      |
| 창정 8호      | 중국          | 중국발사체기술연구원  | 8,100                           | 對SSO 4,500                                            | 3         | 2020년      |
| 안가라 1.2    | 러시아        | 흐루니체프            | 3,500                           |                                                        | 2         | 2022년      |
| 베가 C        | 이탈리아 유럽 | 아비오                |                                 | 對SSO 2,300                                            | 2         | 2022년      |
| H3            | 일본          | 미쓰비시 중공업       |                                 | 對GTO 7,900 對SSO 4,000                                | 2         | 2023년      |
| 벌컨          | 미국          | ULA                   | 10,800 (VC0) 19,000 (VC2)       | 對GTO 3,500 (VCO) 對GTO 8,400 (VC2)                    | 2         | 2024년      |
| 그래비티-1    | 중국          | 오리엔스페이스        | 6,500                           | 對SSO 4,000                                            | 1         | 2024년      |
| 창정 6C       | 중국          | 중국발사체기술연구원  | 4,500                           | 對SSO 2,400                                            | 1         | 2024년      |
| 아리안 6      | 프랑스 유럽   | 아리안 그룹           | 10,350                          | 對GTO 5,000                                            | 1         | 2024년      |
| 창정 12호     | 중국          | 중국발사체기술연구원  | 10,000                          | 對SSO 6,000                                            | 1         | 2024년      |

### 퇴역
| 발사체                      | 제조국          | 제조사                           | 발사 중량 (LEO) (kg) | 발사 중량 (기타 궤도) (kg) | 발사 횟수 | 최초 비행일 | 최후 비행일 |
| --------------------------- | --------------- | -------------------------------- | -------------------- | -------------------------- | --------- | ----------- | ----------- |
| 보스토크                    | 소련            | RSC 에네르기아                   | 4,730                |                            | 163       | 1958년      | 1991년      |
| 새턴 I                      | 미국            | 크라이슬러 더글러스 에어크래프트 | 9,000                |                            | 10        | 1961년      | 1965년      |
| 아틀라스-센타우르           | 미국            | 록히드                           | 5,100                |                            | 61        | 1962년      | 1983년      |
| 타이탄 II GLV               | 미국            | 마틴                             | 3,580                |                            | 12        | 1964년      | 1966년      |
| 타이탄 IIIC                 | 미국            | 마틴                             | 13,100               | 對TMI 1,200                | 36        | 1965년      | 1982년      |
| 몰니야-M                    | 소련 러시아     | 프로그레스                       | 2,400                |                            | 280       | 1965년      | 2010년      |
| 프로톤-K                    | 소련 러시아     | 흐루니체프                       | 19,760               |                            | 311       | 1965년      | 2012년      |
| 소유스                      | 소련            | OKB-1                            | 6,450                |                            | 32        | 1966년      | 1975년      |
| 차클론                      | 소련 우크라이나 | 유즈마쉬                         | 2,820~5,250          | 對GTO 500~910              | 236       | 1967년      | 2009년      |
| 소유스-L                    | 소련            | OKB-1                            | 5,500                |                            | 3         | 1970년      | 1971년      |
| 타이탄 IIID                 | 미국            | 마틴                             | 12,300               |                            | 22        | 1971년      | 1982년      |
| 소유스-M                    | 소련            | OKB-1                            | 6,600                |                            | 8         | 1971년      | 1979년      |
| 소유스-U                    | 소련            | 프로그레스                       | 6,900                |                            | 786       | 1973년      | 2017년      |
| 펑바오 1호                  | 중국            | 상하이 항천기술연구원            | 2,500                |                            | 8         | 1973년      | 1981년      |
| 창정 2A                     | 중국            | 중국발사체기술연구원             | 2,000                |                            | 4         | 1974년      | 1976년      |
| 타이탄 IIIE                 | 미국            | 마틴 마리에타                    | 15,400               | 對TMI 3,700                | 7         | 1974년      | 1977년      |
| 델타 3920~5920              | 미국            | 맥도널 더글러스                  | 3,452~3,848          |                            | 30        | 1980년      | 1990년      |
| N-II                        | 일본            | 미쓰비시 중공업                  | 2,000                |                            | 8         | 1981년      | 1987년      |
| 소유스-U2                   | 소련            | 프로그레스                       | 7,050                |                            | 72        | 1982년      | 1995년      |
| 아틀라스 G                  | 미국            | 록히드                           | 5,900                |                            | 7         | 1984년      | 1989년      |
| 창정 3호                    | 중국            | 중국발사체기술연구원             | 5,000                | 對GTO 1,340                | 14        | 1984년      | 2000년      |
| 제니트-2                    | 소련 우크라이나 | 유즈노예                         | 13,470               |                            | 36        | 1985년      | 2004년      |
| H-I                         | 일본            | 미쓰비시 중공업                  | 3,200                | 對GTO 1,100                | 9         | 1986년      | 1992년      |
| 창정 4A                     | 중국            | 상하이 항천기술연구원            | 4,000                |                            | 2         | 1988년      | 1990년      |
| 아리안 4                    | 프랑스 유럽     | 에어로스파시알                   | 7,600                | 對GTO 4,800                | 116       | 1988년      | 2003년      |
| 델타 II                     | 미국            | ULA                              | 6,100                | 對GTO 2,170 對HCO 1,000    | 156       | 1989년      | 2018년      |
| 아틀라스 I·II·III           | 미국            | 록히드                           | 5,900~8,686          | 對GTO 2,340~4,609          | 80        | 1990년      | 2005년      |
| 창정 2E                     | 중국            | 중국발사체기술연구원             | 9,200                |                            | 7         | 1986년      | 1995년      |
| H-II·IIS                    | 일본            | 미쓰비시 중공업                  | 10,060               | 對GTO 4,000                | 7         | 1994년      | 1999년      |
| 아리안 5                    | 프랑스 유럽     | 아리안 그룹                      | 16,000               | 對GTO 6,950                | 117       | 1996년      | 2023년      |
| 창정 3B                     | 중국            | 중국발사체기술연구원             | 11,200               | 對GTO 5,100 對SSO 5,700    | 12        | 1996년      | 2012년      |
| 델타 III                    | 미국            | 보잉                             | 8,290                | 對GTO 3,810                | 3         | 1998년      | 2000년      |
| 드네프르                    | 우크라이나      | 유즈마쉬                         | 4,500                | 對GTO 2,300 對TLI 550      | 22        | 1999년      | 2015년      |
| 소유스-FG                   | 러시아          | 프로그레스                       | 6,900                |                            | 70        | 2001년      | 2019년      |
| 소유스-2.1v                 | 러시아          | 프로그레스                       | 2,800                | 對SSO 1,400                | 9         | 2013년      | 2025년      |
| GSLV Mk.I                   | 인도            | 인도우주연구기구                 | 4,000                | 對GTO 2,150                | 6         | 2001년      | 2010년      |
| H-IIB                       | 일본            | 미쓰비시 중공업                  | 19,000               | 對GTO 8,000                | 9         | 2009년      | 2020년      |
| 팰컨 9 v1.0                 | 미국            | 스페이스X                        | 10,450               | 對GTO 4,540                | 5         | 2010년      | 2013년      |
| 안타레스 110·120·130        | 미국            | 오비털                           | 5,100                | 對SSO 1,500                | 5         | 2013년      | 2014년      |
| 팰컨 9 v1.1                 | 미국            | 스페이스X                        | 13,150               | 對GTO 4,850                | 15        | 2013년      | 2016년      |
| 팰컨 9 풀 스러스트 블록 3·4 | 미국            | 스페이스X                        | 15,600+              | 對GTO 7,075+               | 36        | 2015년      | 2018년      |
| 안타레스 230·230+           | 미국            | 노스롭그루먼                     | 8,000                | 對SSO 3,000                | 13        | 2016년      | 2023년      |

## 같이 보기
- 관측 로켓
- 우주발사체 목록
- 소형 리프트 발사체
- 로켓 엔진 비교